# ARIAの登場人物
ARIAの登場人物（アリアのとうじょうじんぶつ）では、漫画・アニメ作品『ARIA』に登場するキャラクターについて説明する。本作の特徴として主要な登場人物の姓あるいは名前が、ごく一部を除いて“あ”で始まっている。
- 声優についての表記は 声：アニメおよびアニメ版ドラマCD / ゲーム / コミックブレイド版ドラマCD の順で記述する。
- 各エピソードのナンバリングについては「原作第○○話」＝『ARIA』出典、「『AQUA』第○話」＝『AQUA』出典、「アニメ版第○期第○話」＝アニメ版出典とする。

## 主要人物
劇中当初、見習いウィンディーネだった3人娘。
水無灯里（みずなし あかり、Akari Mizunashi）
声 - 葉月絵理乃 / 水橋かおり
地球（マンホーム）の日本出身の女の子で15歳（月刊ウンディーネ6巻では16歳表記）。
身長155cm、1月30日生まれ、みずがめ座のA型。オールのナンバーは「4」。ウンディーネに憧れて水の星AQUA（アクア）へとやってきた。
ウンディーネとしての階級は登場時は見習い（ペア）であったが、『AQUA』第5話「希望の丘」で昇格試験に合格、半人前（シングル）となった。
少々間延びした口調で「わーひ」、「はひーっ」、「ほへ」、「はわわわわ」、「素敵－っ」、「摩訶不思議」といった言葉が口癖（返事の「はい」を「はひ」、「会いたい」を「会いたひ」などと言うことが多い）。ARIAカンパニーの3階（屋根裏部屋）に下宿し、アリア社長とはいつも一緒に行動している。
前髪サイドをのばして、それを結んだ長い髪（後ろは普通のショートヘア）が特徴。暁には会うたびに「もみ子」（もみあげから）と呼ばれている。就寝時には猫耳つきのナイトキャップをかぶる。
夢見がちで素直な女の子で、感激した時などに思わず言ってしまうセリフは大抵藍華（藍華不在時は暁など）から「恥ずかしいセリフ禁止!」とつっこまれてしまう。そう突っ込まれると大概はデフォルメ顔で「えぇー…」と言う。また好奇心旺盛な性格で素敵な物事にすぐ飛び付き、藍華やアリス達をあきれさせることも。ゴンドラの操船練習の最中にすぐに他のことに目移りしてしまうという、集中力の散漫ぶりをたびたび藍華に注意されている。
天真爛漫な笑顔に初対面の相手とも親しげに話すことができるなどの社交性と思わず心を開かせる不思議な魅力（「友達作りの天才」とアリスに評されたこともある）を併せ持ち、ネオ・ヴェネツィアのあちこちに多くの知り合いがいる（ただし、お互い名前すら知らないことも多い）。その一方で人ならざるものに好かれるらしく、何度か一緒に別の世界に迷い込みそうになるという経験をしている。
夜、真っ暗だと寝られないタイプである。
気候の整ったマンホームで育ったため気候の変化（特に冬の寒さ）に弱く、アクア1年目ではそれに苦労するシーンが多々見受けられた。
舵さばきは、ボートのように後ろに向かって漕ぐ「逆漕ぎ」（客の前に立ち視界を遮ってしまうため、正しくない漕ぎ方）ならば「無敵」と評されるほどスピードも速く上手（そのため、緊急時などにはこの漕ぎ方をすることが多い）。だが、正しい漕ぎ方では速度が落ち、緊張するとさらに遅くなってしまう。これはマンホームにいた頃、バーチャルネットでのシミュレーションを独学でやっていた際に間違えて覚えてしまったため。ただ、最近では技術も向上し、正しい漕ぎ方でもなかなかの操舵ができるようになり（トラゲットにおいてはグループで一緒に漕いだメンバーに賞賛されている）、逆漕ぎを見せることはめったになくなった。
いつも持ち歩いているノートパソコンでメールを書いているが、原作ではメールの宛先は特に明言されていない（なお、最終話「水の妖精」では、灯里が書いていたのは実はメールではなく、メール形式で書かれたブログのようなものであると推測できる描写があり、その読者はケット・シーを含め複数いるようである）。アニメ版ではアイが送信相手だが、第1期第1話「その 素敵な奇跡を…」のアクア到着時の回想シーンで宇宙船内より謎の誰かにメールを送信している場面があった。また、アニメのラストではほぼ毎回、アイによって灯里からのメールに対する返事が語られる。
灯里、藍華、アリスの3人娘によるプリマ昇格レースでは2人に先を越されてしまったが、灯里自身も着実に成長している。原作第54話「休日」で見られるように事務処理をこなし、また入社直後は逆漕ぎで覚えた為に初心者同様だった操舵も（休日のリラックス加減と音楽の助けがあるものの）アリシアの愛弟子に恥じず、見る者を引きつける操船が出来る程になっている。
原作第58話でプリマ昇格試験に合格、「遙かなる蒼（アクアマリン）」の通り名をアリシアから授けられた。なお、この通り名は第58話のタイトルでもあるが、原作第9巻Special Navigationでもタイトルとして用いられている。このエピソードはグランドマザー（秋乃）がARIAカンパニーを設立した時のものである。
続く原作第59話「未来」ではアリシアから灯里と離れたくないという葛藤に悩んだことを告げられる。それは灯里、アリシアの2人にとって辛いものだった（アリシアの項目も参照）。
アリシアの寿退社＆引退で灯里がアリシアの唯一の直弟子となった（アリシアからARIAカンパニーの経営権も譲渡されている）。その後自らもアイを弟子とすることとなる。アイが入社した時には髪型を変えており、後ろ髪を伸ばしてポニーテールにしていて、さらに長くなった前髪サイドをポニーテールと一緒に纏めている。
『ARIA The NATURAL PERFECT GUIDE BOOK』掲載のキャラクター分析（技能評価）では操舵は星3つ、接客は星4つ、舟謳は星3つに評価されている（注：評価はシングル時代のもので、プリマ昇格後の評価は不明）。
藍華・S・グランチェスタ（あいか エス グランチェスタ、Aika S. Granzchesta）
声 - 斎藤千和 / 林原めぐみ
灯里がアクアで作った最初の同世代・同業の友達。16歳（月刊ウンディーネ5巻では17歳表記）。身長160cm、2月2日生まれ、みずがめ座のO型。オールのナンバーは「8」。階級は登場時はペアであったが『AQUA』第5話冒頭で昇格試験に合格、シングルとなった。
姫屋を経営するグランチェスタ家の跡取り娘の為、姫屋では晃以外の社員から先輩ウンディーネの晃を差し置いて「さん」付けで呼ばれている。
口癖は「○○禁止!」（最もよく使うのは「恥ずかしいセリフ禁止!」）。またびっくりすると「ぎゃーす!!」と叫ぶ。
幼少期、落ち込んでいた時に当時シングルだったアリシアと出会い、元気付けられたことがあった。それ以来ウンディーネを目指すようになり、現在もアリシアに強い憧れを抱いている。厳しいが遠慮なく付き合ってくれる晃に対する尊敬の念も強く、同僚が晃の陰口を告げていた場面を目の当たりにした際には悔しさの余りに泣き出している。
灯里とは当初、アリシアに会う口実を増やすために友達となったが、現在ではそれを抜きにして仲が良く、会社が違うにもかかわらず一緒に行動することが多い。合同練習も灯里やアリスを彼女が纏めるという形で行っている。アリスのことを「後輩ちゃん」と呼んでいる。
負けず嫌いで勝気な性格であるが、反面涙もろかったり、怖がりやであったりする。本人曰く「自分は少なくとも灯里やアリスよりはわりとしっかり者」。また少々ガサツな性格で、晃に生活上の細かいことまで注意されているようである。小説版『水の都と哀しき歌姫の物語』ではやりたい放題のアンジェラに対し、物凄い勢いで怒っていた。
アニメ第2期第7話「その 猫たちの王国へ…」によれば、好物はマルゲリータ。『AQUA』第2巻SN「風邪とプリン」によれば生クリームがのった甘い物も好んでいる。『AQUA』第3話「水没の街」にて布団を蹴っ飛ばし、ベッドから手足を投げ出している姿が見られたことから、寝相が悪いようである。
舵さばきは灯里とは正反対でスピードを出しすぎる癖があり、その点をよく晃から注意されている。
原作第57話「薔薇の名前」（アニメ版第3期第11話「その 変わりゆく日々に…」）で晃からプリマへの昇格試験を藍華と晃2人の完全オフの日に行うことを言い渡された。試験のシーンなどは描かれていないが無事合格（続く第58話冒頭で忙しくなるので合同練習に参加できない旨を灯里に伝えるシーンが描かれている。また、自分から灯里にプリマ昇格を伝えることが出来ず、灯里は手袋のない藍華の手に気付く形で昇格を知ることとなった）。
晃が苦心して考えた通り名の一つ「薔薇の女王（ローゼン・クイーン）」を名乗る。同時に姫屋がカンナレージョ地区のサンタ・ルチア駅近くに設けた支店の店長に就く。
地重管理人（ノーム）のアルに好意を持っていて、イベントの際には声をかけることが多い。反対に自分と同じようにアリシアに憧れを抱くサラマンダーの暁とはあまり相性が良くなく、暁からは「ガチャペン」とあだ名されている。アリシアのようなウンディーネになれるよう願掛けをして髪を長く伸ばしていたが、バーベキューの最中に髪を燃やしてしまった（原作第31話「春の女神」・アニメ第2期 18話「その 新しい自分に…」）ことをきっかけに髪の毛をばっさりと短くして、誰の真似でもなく自分だけの大人の女性へとなるための第一歩とした。『水の都と哀しき歌姫の物語』では挿絵が短髪となっているが、シングル時代、しかも舞台が冬ということで前後関係としては第10から11巻の話になる。
原作最終話の灯里の近況報告メールによると、姫屋の若き支店長として多忙ながら充実した日々を送っており支店長としての貫禄もついてきたとのことである。
『ARIA The NATURAL PERFECT GUIDE BOOK』掲載のキャラクター分析（技能評価）では操舵は星3つ半、接客は星3つ半、舟謳は星3つ半に評価されている（注：評価はシングル時代のもので、プリマ昇格後の評価は不明）。
 アリス・キャロル（Alice Carroll）
声 - 広橋涼 / 齋藤彩夏
オレンジぷらねっとに勤めるウンディーネ。14歳（月刊ウンディーネ4巻では15歳表記）。身長145cm、9月1日生まれ、おとめ座のB型。オールのナンバーは「18」。利き手は右手。ミドルスクールのゴンドラ部での活動実績をスカウトされ、オレンジぷらねっとに入社する。ライトグリーンのロングヘアーだが、ミドルスクールとの登下校や校内にいる時には、主に藍色のリボンを用いてサイドテール状に結んでいる。
初登場時（原作第11話「春一番」、アニメ版第1期第3話「その 透明な少女と…」）はまだミドルスクールに通いながら修行をしていた。ペアでありながらもかなりの実力（主に操舵術）を持つがお世辞が言えない性格のせいで同僚からは尊敬ゆえではあるが少し敬遠されている。異例の採用ということで注目を浴び、専門誌でも特集記事が組まれた。彼女に憧れてファンになる子も多い。
趣味は散歩。アニメやアニメ版ドラマCDではミステリー小説を読むこと、ホラー映画を鑑賞なども趣味とされた。謎の毬藻状キャラクター「ムッくん」が大好き。口癖は「でっかい○○です」。普段は大人びているが「自分ルール」など時折年相応（あるいは実年齢よりさらに下）の子供っぽさが垣間見えることもある。
独りで練習していた時に偶然灯里と藍華に出会って以来、2人とともに行動することが多くなる。今では3人での合同練習は日課のようになっており、アリス自身も2人を「先輩」と呼び慕っている。生まれて間もない捨て猫だったまぁを拾ったのも彼女で、まぁとは最も仲がよい。オレンジぷらねっとの寮ではアテナと同室。ドジっ子であるアテナの補佐役をすることが多いが心では尊敬し慕っている。
グランドマザーの家へ研修（遊び）に行った際に彼女に感化され、彼女への尊敬と共に将来は彼女のような女性になるのだと強く心に誓っている。
新装版『AQUA』第2巻にはアリスが登場する番外作品「風邪とプリン」が収録されているが、このエピソードの掲載時期は原作単行本では第4巻の時期に当たる。そのため開始前の1コマで灯里に挨拶した際に「どちら様ですか？」と返答されたり、完結後の1コマで藍華に「あんた誰なのよ？」と言われるセルフパロディが入っている（藍華に誰なのかと問われた際は「続編の ARIAをご覧ください」と返答している）。
ペア時代に冬用のグローブを使わずに、常時夏用のグローブを使っていた。理由はそっちの方が漕ぎやすいからというフィーリングの問題。
社交的な灯里とは正反対で、無口で無愛想で人付き合いは非常に苦手。一級品の操舵術の一方、営業スマイルがうまくできなかったりガイドの声や曲がり角で掛ける声が小さいなど、接客面が欠点だったが、練習を重ねることによって上達していった。
長らく学業と両立しながらのペアでの修行が続いたが、かなり早い段階からシングル以上の実力を備えていたと思われる。しかし会社側はミドルスクールとシングルの仕事の両立は困難であると配慮して卒業を待っていたと推察され、卒業直後、満を持してアテナはシングル昇格試験を実施。持ち前の操舵術に加え接客術、舟謳の向上が認められ異例かつ前代未聞の飛び級でプリマへの昇格を果たした。結果として、後輩3人組の中で一番早く一人前昇格を果たしたことになる。通り名「黄昏の姫君（オレンジ・プリンセス）」はアテナから与えられた。
月刊ウンディーネ第4巻（A.C.0076 14月号）によると、話題性の高さもあってプリマ昇格半年後で早くもオレンジ・ぷらねっと社内における個人売り上げではアテナと並んでトップクラスとのことである。
プリマ昇格後は後々伝説となろう飛び級昇格でプリマになったこともあって、業界期待の超新星として注目されている。
『ARIA The NATURAL PERFECT GUIDE BOOK』掲載のキャラクター分析（技能評価）では操舵は星4つ、接客は星2つ、舟謳は星2つに評価されている（注：評価はペア時代のもので、プリマ昇格後の評価は不明）

## 水先案内人（ウンディーネ）

### ARIAカンパニー
アリシア・フローレンス（Alicia Florence）
声 - 大原さやか / 井上喜久子
灯里の先輩で、「水の3大妖精」と称えられている一人前（プリマ）ウンディーネの1人。通り名は「白き妖精（スノーホワイト）」。19歳（登場初期のもの。作中で誕生日を迎える話がある。また月刊ウンディーネ5巻では20歳の表記）。身長165cm、10月30日生まれ、さそり座の A型。オールのナンバーは「1」。
ARIAカンパニーの正社員でグランマ（ARIAカンパニーの創設者）の最後の弟子にして、同社の実質的経営者。15歳の時プリマに昇格し、これはウンディーネ業界でのプリマ昇格最年少記録である（三大妖精の中で最初にプリマになった）。
口癖は「あらあら」「うふふ」。慈愛と母性にあふれた優しい性格であり、アリアや灯里からも母親のように慕われている。いつも笑顔で落ち着いているエレガントな女性で、藍華を始め憧れる人も多い。グランマ曰く「なんでも楽しむ達人」。
幼い頃は幼馴染の晃と常に行動を共にしており、彼女の行く先々に付いて行っていた（もしくは彼女に引っ張られていた）。その晃がウンディーネを目指すのを見て自身もウンディーネになることを決めたがその晃より先にプリマになったため、晃からはなにかとライバル視されている。
その舵さばきは無駄がなく、かつ美しさも兼ね備えている。その魅力ゆえ彼女を指名する客も多く、1日丸ごと休める日が1カ月に1日あるか無いかという多忙な生活を送っている。彼女の漕ぐゴンドラに乗るためにARIAカンパニーへ直接足を運ぶ客も珍しくはなく、ARIAカンパニーが現在社員2名で成り立っているのも彼女の業績が大きい。またトッププリマたる所以か、アクアの歴史・地理・風俗・その他様々な分野（温泉の概要や雪虫の生態など）の知識に明るい。それでいて物知りによくある嫌味さは全くない。
瓶ビール7本を1人で飲んでしまう程の酒豪である。趣味は色んな通販カタログを眺めることで、灯里が現在使用しているベッドも彼女が新人時代に買ったもの。原作（第32話「停電」、最終話「水の妖精」、および月刊ウンディーネ第2巻（13月号）、アニメ第2期第9話「その 素顔の星たちは…」、同第3期最終話「その 新しいはじまりに…」にて眼鏡を着用している姿が登場したが、視力が悪いのか（普段コンタクトレンズを着用しているのか）どうかは不明。アニメ版ではエアバイクの免許も持っている（ただしペーパードライバー）。
灯里がARIAカンパニーにやってきた際に3階の屋根裏部屋を灯里に譲り渡したため、現在は別所に住居を構えている（佐藤順一監督のアニメ版オーディオコメンタリーによると、ARIAカンパニーのすぐ裏に住んでいるとの原作者の発言がある）。
原作59話で灯里のプリマ昇格を期に結婚・現役引退（寿引退）およびゴンドラ協会入りの意思を灯里に明かした。原作全12巻中では結婚相手の詳細は出てきていない（存在自体は原作52話で明かされている）。
灯里はアリシアにとって唯一の直弟子である。灯里の成長を見守り、プリマになれる実力があると思いながらも灯里がプリマになれば自分は灯里から離れなければならない、ARIAカンパニーでの日々を失いたくはないと灯里のプリマ昇格を先延ばしにしてきた（このことを灯里に明かした際「私のわがまま」と言っているが決してアリシアに悪意があったわけではない）。しかし、アリスおよび藍華の昇格を聞き遂に灯里を昇格させることを決意、灯里に昇格試験の実施を告げた。
引退の大きな理由はゴンドラ協会入りを要請されていたため。灯里によれば「現役のプリマウンディーネと協会の要職の兼任はさすがのアリシアでも物理的に不可能」とのことで、結婚を機に現役を退くつもりであった。
月刊ウンディーネ第6巻によれば、引退式はゴンドラ協会の公式行事として行われ、その盛り上がりは「海との結婚」を凌ぐものであった。原作最終話の灯里の近況報告メールによると、引退・退社後は協会の要職（アニメ版では常務理事）として式典行事で大活躍し、時間が空いた時はグランマと一緒にARIAカンパニーへ顔を出していることである。
『ARIA The NATURAL PERFECT GUIDE BOOK』掲載のキャラクター分析（技能評価）では操舵は星5つ、接客は星5つ、舟謳は星4つに評価されている。
アリア・ポコテン（Aria Pokoteng）
声 - 西村ちなみ / 林原めぐみ
ARIAカンパニーの社長で、白い大きな火星（アクア）猫。元は野良猫で年齢は少なくとも20 歳以上（グランマと出会ったのが2281年であることから）。誕生日は不明。鳴き声は「ぷいにゅ」。歩くと「ぽぷよん」などの足音がする。若干太り気味。作者曰く「白くて丸いあんちくしょう（ビジュアル系）」。名前の由来は明らかにされていないが、グランマの命名。
フクロの中が大好き。大抵は灯里と一緒に行動しており、度々猫の世界（アニメでは加えて過去の世界）への水先案内人となって彼女を導いている。また、灯里たちが猫の世界に誤って迷い込んだ時は助けに来てくれる存在である。同業者である姫屋のヒメのことが好きだが、あまり相手にされていない。逆にオレンジぷらねっとのまぁから好かれており、いつも「もちもちぽんぽん」（お腹の辺り。アリスの表現）を噛まれている。
喜んだときなど、大好きな人に飛びつく癖がある。ただし、飛びつかれるのは、グランマ、アリシア、灯里、アイなど、ARIAカンパニーの社員、元社員、後の社員のみである。
糖尿病をアテナから懸念されるほどの甘党の上、食いしん坊で体重も10kgととても重い（獣医からもダイエットを勧められている）。しかしその割に動きは身軽で、灯里を始めほとんどの人間が平気でだっこやおんぶをしている（ただし、彼女らがゴンドラを漕ぐのに必要なだけの腕力を持っていることも考慮する必要がある）。
ドジで不器用だが、玉乗りに関しては初乗りにして片足乗りをするなど意外な才能を見せる。
テレビ番組の「にゃんにゃんぷう」というヒーロー番組が好きなことやパラレルワールドの存在を信じていることなどからして、子供らしい性格。よその家のトイレには1人では入れなかったり注射器を前に全く身動きが取れなくなるなど、かなりの怖がりやでもある。また話の中で実際ににゃんにゃんぷうの格好をして、街を出歩き困っている人を助けるという「活躍」をしている。アニメではにゃんにゃんぷうの格好をしていたもののヒメ社長以外全員にその正体がバレバレだった。
専用クローゼットには大量の衣装や帽子、更には水着などが保管されているかなりのお洒落だが、お風呂は嫌い。自分専用の小型電動ゴンドラを所有し、猫の集会に参加する時などの移動時はこれを自ら操船する。
なお、この猫の集会の主催者である猫妖精（ケット・シー、後述）とは何らかの関係があるようである。それは、カーニヴァル時に猫妖精扮するカサノヴァの率いる楽隊の一員だったり、同じく猫妖精が車掌を務める銀河鉄道の乗車券を灯里へ譲ったりしたことからもうかがえる。また、灯里がサン・ミケーレ島で「漆黒の君」に連れて行かれそうになった時（原作第38話「墓地の島」、アニメ第2期第20話「その 影のない招くものは…」）には、風邪のために練習に付き合えず灯里が帰宅するまで非常に心配をしていた。結局は猫妖精に助けられるのだが、原作第38話冒頭に彼の不在を強調するような記述があったため、その関係性はかなり強いと思われる。
彼は20年前、とある場所で「何か」を待ち続けていたようである（原作第9巻SN・アニメ第3期第7話「その ゆるやかな時の中に…」）。その場所にARIAカンパニー社屋が建てられた。しかし、それが一体何なのか、そしてそれはまだ訪れていないのか、それとも既に訪れたのかは明らかになっていない。ただ、20年前と異なるのは寡黙に待ち続けていた場所からも移動するようになったこと、人などとのコミュニケーションを多くとるようになったことである。
モデルは作者の飼い猫「アリア」。作者の別の読みきり作品「小さな聖夜（イヴ）」にもアリアという子猫が登場した。しかしその飼い猫「アリア」は連載中の2007年3月7日にこの世を去っている。なお、作者は12巻刊行時に白いオスの猫を拾い、当然のように「ありあ」と命名。ちょうどアリアの四十九日に拾ったため、奇妙な偶然を感じたとのこと。現在は部分的に茶色くなったため「ちゃ」と名前を変更している。
グランドマザー
声 - 松尾佳子
本名：天地秋乃、ARIAカンパニーの創設者。通称「グランマ」。50歳。身長140cm（コミックス10巻裏表紙裏）、9月23日生まれ、天秤座のB型。ウンディーネ引退年齢の最高記録保持者であり、現在の水の3大妖精の以前の代に、30年間に渡りウンディーネ業界のトップに君臨した「伝説の大妖精」。「グランドマザー」とは、その業績から現代ウンディーネの母と称えられた彼女に対する敬意と共に付けられた呼び名である（それ以前の通り名は不明である）。アリシアの師匠でもあり、アリスをはじめ多くのウンディーネが憧れとする女性でもある。
かつては姫屋に勤務し16歳でプリマに昇格、以後14年に渡り不動のエースとして活躍していたが、日々忙しさに追われる生活にもったいなさを感じるようになり、その時まだ野良猫だったアリアと出会い独立を決意、30歳でARIAカンパニーを設立した。創設時は彼女1人しか在籍していなかったウンディーネも不定期ながら採用し、いずれのウンディーネも「伝説の水の大妖精」の弟子に恥じないウンディーネに成長した。その後40歳で内勤メインにシフト、46歳で最後の弟子・アリシアのプリマ昇格を花道に引退、同時にARIAカンパニーの経営権をアリシアに譲渡した。
現在はマンホームの日本の古き良き田舎をモデルとした村（城ヶ崎村）でのんびりと隠居生活を送っている。自宅の畑で栽培されている野菜には彼女の愛情がたっぷりと入っていてとても美味しい。
引退後はARIAカンパニー終身名誉顧問として、後進の行末を見守っている。
引退前（原作第9巻SNなど）と引退後で明らかに身長が異なっている。老人ということを意識したのだとは思うのだが、若干の謎。この点に関しては原作第10巻表紙裏4コマにて灯里が「伸縮自在っ!?」という突っ込みを入れている。また、この4コマの尺度を信用するならば、20年前の身長はアリシアと同程度である。
原作第52話では“海との結婚”で本来ゴンドラ協会の理事長（原作でのアルのセリフより）やネオ・ヴェネツィア市長（アニメ版）が務める総督（ドージェ）役を務めた。
原作最終話の灯里の近況報告メールによると、ゴンドラ協会の特別講師として、アリシアともども活躍しており、時間があればアリシアとともにARIAカンパニーに顔を出しているとのことである。
月刊ウンディーネには「グランマの部屋」（1 - 3号）、「城ヶ崎村だより」（4 - 9号）というエッセイを連載している。
アンナ（Anna）
声 - 早水リサ
元ARIAカンパニーのプリマウンディーネでアニメ第3期7話に登場したアニメオリジナルキャラクター。アリシアの先輩。通り名は不明。
ネオ・ブラーノ島の漁師であるアルベルトと出会い、ARIAカンパニーを寿退職した。ウンディーネ時代はアリシア曰く、明るく華やかで男性ファンが多かったという。また、今のアリシアよりも多忙だった。
姫屋の晃やあゆみにも近いサッパリとした性格だが、灯里の「恥ずかしいセリフ」を素直に褒めるなどARIAカンパニーの社員らしい一面もしっかり持っている。
引退後は、子育てと家事をする一方で、レース職人として働いている。一児（アヒト）の母でARIAカンパニーを去る時には既に妊娠していた様子。
愛野アイ（あいの アイ、Ai Aino）
声 - 水橋かおり
アニメオリジナルキャラクター（原作では『ARIA The ANIMATION PERFECT GUIDE BOOK』のSN「少女とおじさま」にコミック版として初めて登場）。アニメ版では灯里のメール相手となる女の子。
マンホーム出身。8月28日生まれ。血液型A型。
アニメ第1期第1話「その素敵な奇跡を…」から登場。最初は姉が自慢したアリシアのゴンドラに乗りたがっていたが、アリシアは予約が満席で乗れないのを知り、灯里のゴンドラへ半ば強引に「お友達」として押しかけてただ乗りする。当初は年の離れた姉・アヤメ（声：木川絵理子）が新婚旅行で行ったアクアの自慢話ばかりをするのでアクアもネオ・ヴェネツィアも嫌いだったが、親の好意でアクアに連れてきてもらい、灯里と藍華の2人と友達になったことで次第にアクアやネオ・ヴェネツィアに好意を持ち始め、次の機会にはアリシアではなく、プリマになった灯里のゴンドラに乗ることを約束する。
その後、年越しの時に姉家族とともに再びアクアを訪れる。この時灯里とともにアリア社長を探しに行った際に、灯里とともに入植時代のアクアを目撃した。そしてカーニヴァルの日までARIAカンパニーにホームステイし、その当日に、灯里とともにカサノヴァの正体を知る。また、アニメ第2期25話（「その 出逢いの結晶は…」）のレデントーレにも灯里に招待されてやって来た。
なお「少女とおじさま」では、カフェ・フロリアン店長とも知り合いになっている。きっかけは迷子だったのを助けてくれたことからだが、顔が強面の店長をはじめは誘拐犯だと誤解してしまった。しかし、後の自分に対する振る舞いから紳士であると分かり、そのことを謝っている。
アニメオリジナルキャラクターゆえ原作本編には一切登場してこなかったが、原作最終話において初登場時の灯里達と同程度の年齢に成長した姿で、ARIAカンパニーにペアのウンディーネとして入社した。また、上記の「少女とおじさま」や、『ARIA The ORIGINATION PERFECT GUIDE BOOK』のSN「旅立ち」での、AQUA第一話での灯里同様にアリア社長の出迎えを受けたにもかかわらず、特に大きなリアクションがない点、灯里とはずっとメル友だったという彼女の台詞などから、ARIAカンパニーに入社する以前からアニメに準拠した形で灯里達とは関係があったことを匂わせている。オールのナンバーは「2」
後頭部に結んでいる大きなリボンはトレードマークで、アニメ版では赤色と蒼色の2色登場したが、主に赤の方を結わえている。
物語の進行過程で、灯里の昔と重ね合わされることが多い。例えば、出会いはゴンドラの中で一方が寝ころがっているときや、食事でじっと見つめるシーンなど、灯里が過去のアリシア、アイが過去の灯里をダブらせて表現されている。
ARIAカンパニー入社後を描いたドラマCDでは、試験に合格し晴れてシングルに昇格。また、劇場版アニメ『ARIA The AVVENIRE』では「愛野」姓が設定され、フルネームが明らかとなった。
現在はかつての灯里同様、ARIAカンパニーの3階に下宿している。とあるきっかけを通じて、姫屋のあずさとオレンジぷらねっとのアーニャと知り合い、三人で合同練習する仲となった。あずさらによるとアイは名門水先案内店の新人として注目株であり、かつ、アニメ第1期第1話での出来事から、他店では「ゴンドラただ乗り犯」として知られているらしい。
夢の中の新人
声 - 高梁碧
アニメオリジナルキャラクター。姓名は不明。OVAで登場するARIAカンパニーの新人ウンディーネ。夢の中でアリシアが引退してプリマとなっている灯里の夢に、練習から帰社して来る形で現れる。灯里らと夕食を共にしようとする描写から、会社に住み込みでいる模様。
顔立ちや姿形は影によって判別が付かず、階級もペアなのかシングルなのかも不明。灯里とアイ（子供姿でウンディーネでは無い）やアリア社長とも顔見知りで、会話から明るい張り屋さんな性格がうかがえる。

### 姫屋
晃・E・フェラーリ（あきら イー フェラーリ、Akira E. Ferrari）
声 - 皆川純子 / 三石琴乃
姫屋に勤めているプリマウンディーネ。アリシアの幼馴染で同じく「水の3大妖精」の1人。通り名は「真紅の薔薇（クリムゾンローズ）」。20歳（月刊ウンディーネ5巻では21歳表記）。身長168cm、7月29日生まれ、しし座のO型。オールのナンバーは「27」。
口癖は「すわっ!」など（ただ、原作では彼女が大声を上げる際の効果音として使われており、口で直接言うことは少ない）。男勝りで口は悪く、少々強引な面が見られるが、面倒見が良く根は優しい女性。アリシアとは幼馴染で、シングルの頃は同じ会社に同期のいないアリシアを気にかけ、あれこれ照れ隠しの理由（「ARIAカンパニーを偵察して来いって言われたから」など）を付けてはARIAカンパニーにもよく顔を出していた。
姫屋の跡取りである藍華に遠慮せずまっすぐ向き合ってくれる唯一の社員。藍華曰く「怒る時は怒るが褒める時はしっかり褒め、努力した分ちゃんと認めてくれる」。そんな彼女の同伴指導は厳しく、原作第24話「マルガリータ」では、指導を受けた灯里・藍華・アリスの3人をことごとく凹ませたが、同時にネオ・ヴェネツィアの看板役でもあるウンディーネとしての責任感も彼女達に持たせた。また、自分への賛否両論を真摯に受け止める芯の強さも持っている。藍華も時折文句をこぼしつつも晃を慕っている。
尊敬する人物は姫屋の顕彰者で、現水先案内人ミュージアムの館長である明日香。子供（作中では主にアリスやアイ）を見ると脅かしたくなるらしい。大好物はくるみパンとピザ。また紅茶やワインなど、飲み物にも凝っている（ただし酒はアリシアより弱い）。
彼女が水の3大妖精へと昇り詰めることの出来たその所以は優れた接客能力にあり、下手をすれば反感を買ってしまいそうな「客いじり」も彼女は巧みに使いこなす。また、その容姿等から女性客からの人気が非常に高い。ゴンドラに案内するときの笑顔が（特に同性に）素晴らしく、藍華からは「必殺、レディキラー!」と呼ばれている。
「水の3大妖精」の3人のうち、最後にプリマに昇格した。天性の才能を持つアリシアとアテナに挟まれ自分に才能がないことを落ち込んだこともあったが、幼少時代の藍華に「足りないものは継ぎ足せばいい」と三つ葉のクローバーに1枚の薔薇の花弁を継ぎ足し、4つ葉にされたことから、「努力に秀でた秀才になればいい」と自分を取り戻し、プリマへと昇格した。この時の薔薇が通り名の由来らしい（藍華はこの事を覚えていない）。切っ掛けとなった薔薇の花弁と、3つ葉のクローバーは栞にされ、晃の宝物となった。後に、藍華が同様に落ち込んだとき、藍華にこの話をし立ち直らせ、栞をプリマになれるご利益付きのお守りとして渡すことになる。
子供の頃、浮き島で暁・アル・ウッディーの3人に会ったことがあるのだが、晃本人は全く覚えていない。当時の一人称が「オレ」でボーイッシュな格好をしていたため、暁からは男だと勘違いされており、後にその事実が発覚してからも、何故か暁からは女装した男扱いされている。
原作最終話の灯里の近況報告メールによると、アリシアの引退で、「水の3大妖精」解消後も、名実ともに現役最高のプリマウンディーネとして君臨しているとのことである（藍華は早く自分も含め灯里、アリスら3人の時代にしたい為、“目の上のタンコブ”呼ばわりしているが内心、晃の活躍がうれしくてしょうがないらしい）。また月刊ウンディーネ第5巻によれば、藍華のプリマ昇格と姫屋の支店開業に伴い、本店・支店を統括するチーフ・ウンディーネに就任した。いずれは姫屋の偉大なる先輩4人に連なって殿堂入りし、オールナンバー「27」が永久欠番になるのは確実視されている。
『ARIA The NATURAL PERFECT GUIDE BOOK』掲載のキャラクター分析（技能評価）では操舵は星4つ、接客は星5つ、舟謳は星4つに評価されている。
ヒメ・M・グランチェスタ（ヒメ エム グランチェスタ、Hime M. Granzchesta）
声 - 水橋かおり / 井上喜久子
姫屋の社長で地球（マンホーム）猫（外見はロシアンブルーに酷似しているが明確な品種は不明）。体重2.50kg、8月5日生まれ。
原作では鳴いていない。無口で気高い猫で、基本的に無表情である。アリアに好かれているが彼女自身はあまり相手にしていない。嫌っているわけでもなく、畏まった好意などは避けているが、それが空振りに終わった時など、時間差を置いてニヤリと表情を変え、好意を受けることもある。また、月見などでは寄り添って過ごすこともある。藍華といつも一緒にいる。彼女もケット・シーの行う猫の集会に参加していた。箱の中が好き。いつも冷静な彼女だが、毎年健康診断の時には飛び跳ねて逃げ回るほど注射が嫌い（ただし、その時でも表情は冷静なまま）。
ゴンドラの先端部がお気に入りで、運漕しているゴンドラに乗っている時はよくその場所でおすわりしている。
なお一度だけではあるが、アルに会いに行く藍華に付き合う形で服を着ておめかししていた。
モデルは作者の飼い猫「みーすけ」。しかし連載中の2004年10月28日に他界している。
あゆみ・K・ジャスミン（あゆみ ケイ ジャスミン、Ayumi K. jasmine）
声 - 白石涼子
19歳。6月15日生まれ、双子座のB型。
原作第48話「トラゲット」に登場。アトラ、杏と同じく灯里がトラゲットでチームを組み知り合ったシングルのウンディーネ。一人称は「ウチ」、口癖は「っかー」など、ボーイッシュでサッパリとした性格。藍華のことは「藍華お嬢」と呼んでいる。
ウンディーネの仕事の中では観光案内よりも地元密着色が強いトラゲットに情熱を注いでおり、ほとんどのウンディーネがプリマを目指す中、あゆみだけはトラゲット専門のウンディーネとしてシングルを貫くことを決めている。
トラゲットに初挑戦した灯里の腕前を「プリマになるのも時間の問題」と高く評価した。
セリフはなかったが、アトラ、杏とともに原作第52話で再登場。「海との結婚」でのシングル編隊で藍華の一つ後ろに配列された。最終話の灯里の近況報告の場面でも藍華の背後の人物の一人として2コマのみ登場している。
月刊ウンディーネ第5巻（A.C.0076年15月号）によれば、支店長に就いた藍華の要請で姫屋カンナレージョ支店入りした。トラゲットの仕事も引き続き続けている。好物は魚介類の鉄板焼きで、いつか旬の料理が楽しめるレストランをやりたいと思っているとのこと。
あずさ・B・マクラーレン（あずさ ビー マクラーレン、Azusa B. McLaren）
声 - 中原麻衣
5月5日生まれ、血液型O型。
『ARIA The AVVENIRE』に登場するシングル。藍華から直々に指導を受けているのを「自分で言うのも何だけど、有望株」と自慢するなど、少々、自信家なところがある。アーニャとは友達。
とあるきっかけでアイと知り合い、三人で合同練習する仲となる。
アーサー・C・グランチェスタ（アーサー シー グランチェスタ、Arthur C. Granzchesta）
月刊ウンディーネ第1巻に名前のみ登場。姫屋の創設者。香港の名門グランチェスタ家の一員でアクア入植第一世代。
アガサ・ファンジオ
月刊ウンディーネ第1巻に名前のみ登場。姫屋ウンディーネOGの一人。オールナンバー5。2220年代に活躍。
アンナ・S・D・シルバ
月刊ウンディーネ第1巻に名前のみ登場。姫屋ウンディーネOGの一人。オールナンバー12。
天地秋乃（あめつち あきの、Akino Ametsuchi）
姫屋ウンディーネOGの一人。オールナンバー1。2281年に独立してARIAカンパニーを設立。詳細はグランドマザーを参照。
明日香・R・バッジオ（あすか アール バッジオ）
2月18日生まれ、水瓶座。
姫屋ウンディーネOGの一人。オールナンバー2。秋乃の独立で経営が揺らいだ姫屋を建て直し、晃の入社直後に引退。現時点で姫屋最後の顕彰者であり、引退式はゴンドラ協会の公式行事として挙行された（次にこの栄誉を受けた人物はアリシア）。晃曰く「最後までグランマに食らい付いていった人」。現在は水先案内人ミュージアムの館長。
月刊ウンディーネ第6巻の業界コラム「ある視点」では、現役引退後のウンディーネの進路について述べている。
アンナ・M・ディバルディ（アンナ エム ディバルディ）
月刊ウンディーネ第3巻に名前のみ登場。姫屋ウンディーネOGの一人。通り名「歌の女神（アオイデ）」が示すように、アテナ登場以前のカンツォーネの名手であり、プリマ昇格の時点で400を越すレパートリーを持っていた。約20年前に体調を崩しゴンドラ協会の派遣指導員となる。2302年中に引退しマンホームへ帰国予定。
アンジェリア・アマティー
5月10日生まれ、おうし座。
姫屋ウンディーネOGの一人。退社後ゴンドラ協会に入り、派遣指導員（姫屋での肩書は「技術指導官」）として古巣に派遣されている。
月刊ウンディーネ第5巻の「ある視点」では、ゴンドラ協会の歴史について書いている。
アンドリュー・C・グランチェスタ（アンドリュー シー グランチェスタ、Andrew C. Granzchesta）
月刊ウンディーネ第5巻に名前のみ登場。姫屋の現経営者。藍華の実父。

### オレンジぷらねっと
アテナ・グローリィ（Athena Glory）
声 - 川上とも子（歌唱 - 河井英里） → 佐藤利奈（CREPUSCOLO）
オレンジぷらねっとに勤めるプリマウンディーネ。アリシア・晃と同じく「水の3大妖精」の1人であり、彼女たちとはシングル時代からの旧友でもある。通り名は「天上の謳声（セイレーン）」。21歳（月刊ウンディーネ5巻では22歳表記）。身長 170cm、12月24日生まれ、やぎ座の AB型。オールのナンバーは「36」。オレンジぷらねっと運営のウンディーネ養成学校出身でその中でも“最高傑作”と称される。
アリスとは同室で、同僚から敬遠されがちな彼女のことを気にかけている。気配りの達人だが、自分の事となるとバナナの皮に滑って手もつけずに転ぶ、小説版では何も無い所で転ぶなどかなりのおっちょこちょいで後輩であるアリスにも呆れられるほどのドジっ子ぶりである（意識して行動するとてきぱきと動けるようだが、すごく疲れるので普段はやらない）。
そのドジっぷりはオレンジぷらねっとの食堂職員から要注意人物としてマークされており、食堂でお皿を割らなかった連続日数記録8日や一度に割った枚数47枚などからもそのすさまじさが伝わってくる（小説2巻より）。
しかしウンディーネとしての力量は確かなものである。特にカンツォーネはCDを出すほど上手く、シングル時代から既に噂が立つほどの腕前であった。もっとも本人は自身の（特にカンツォーネに対する）評判には無頓着なところがあり、シングル時代に晃から「オレンジぷらねっとの歌のうまいシングル」のことを聞かれても、自分のことを聞かれているとは気付かなかった。
彼女が初心を忘れないためにペアの時から使用し続けているオールのナンバー「36」は、現在ではオレンジぷらねっとのエースナンバーとなっている。
アリス曰く「浮かれている時ほどおっちょこちょい」らしいが、最近ではその大半がアリス絡みのことだったりする。晃とはライバル会社ということもあり（晃からの一方的な）敵対関係だったが、その後アリシアも含め3人で合同練習を行ううちに緩和され、今では3人ともお互いに親友と呼べる存在となっている。稀に突拍子もないことをしてみんなを驚かせることがある。低血圧で朝に弱い。笑うと全身が小刻みに震え、大概の人には怒っていると勘違いされてしまう。彼女の冗談は笑えない物や的の外れた物が多く、言われた相手は面食らうしかない。暇な時や夜寝る前には、読書していることが多い。また、アニメ版では第2期18話のバーベキューパーティーで晃とアリスの「肉」コール＆ダンスに混ざって一緒に踊り、同25話ではレデントーレ（原作の場合、アテナは第 22話「舟謳」からの登場のため、このエピソードに相当する第20話「レデントーレ」には不在）の際、アリア社長やアイと一緒ににゃんにゃんぷう体操を踊った。
今まで後述のアメリも含めて4人のペア・ウンディーネ（アリスは除く）の「最後」のシングル昇格試験の試験官を務めたが全員不合格の為、合格時に試験官よりの祝福の言葉「合格おめでとう」を言ったことがない（アリスのシングル昇格試験での飛び級合格で一挙にプリマに昇格した時に初めて祝福の言葉を言えたことになる）。
『水の都と哀しき歌姫の物語』にてオペラ歌手にスカウトされるもきっぱりと断っていたが、原作最終話の灯里の近況報告メールでオペラ歌手として舞台デビューしたことが明かされた（本業を継続するため1回こっきりの出演との事）。これは月刊ウンディーネ第4巻でも記事にされている。演目は『椿姫』。
『ARIA The NATURAL PERFECT GUIDE BOOK』掲載のキャラクター分析（技能評価）では操舵は星4つ、接客は星4つ、舟謳は星5つに評価されている。
ディスコグラフィー - ベスト・オブ・天上の歌姫（OPレコード）
まぁ（Maa）
声 - 渡辺明乃
原作第29話「迷子」でアリスが拾った元野良猫の火星（アクア）猫で、まだ仔猫。体重1.20kg、11月22日生まれ。
灯里達が待ち合わせに使うカンポにある日突然現れ、寝ている所を最初に来たアリスに発見される。現在はオレンジぷらねっとの社長である。小さくて分かりづらいがちゃんと青い目をしている。
アリスとはいつも一緒にいて、最も仲が良い。噛み癖があり、お気に入りであるアリアの真っ白いおなか「もちもちぽんぽん」をよく噛んでいる。基本的にとろいが、この時と食事中だけは素早い。また基本的に寝てばかりなので、メインの出番がない回ではほとんどのコマを寝て過ごしていることもしばしば。
名前の由来は抱き上げた時に「まぁ」と鳴くからで、アリスの命名。アリスが男の子と勘違いしたため、当初彼女からは「まぁくん」と“くん”付けで呼ばれていたが、本当はアリアのことが大好きな女の子。
なお登場後にまぁくんにそっくりの猫（ただし白黒猫）が作者の元にやってきて、当然のごとく「まぁ」と名付けられた。
アトラ・モンテヴェルディ
声 - 桑島法子
19歳。11月24日生まれ、いて座の A型。
原作第48話に登場。あゆみ、杏と同じく灯里がトラゲットでチームを組み知り合ったシングルのウンディーネ。
半年前にプリマ昇格試験に落ちてからは、自分と杏を担当する試験官がどんなに頑張っても全否定するばかりで評価してくれない（と彼女が思い込んでいる）ために、プリマになることを諦めてあゆみと同じトラゲット専門のウンディーネを目指そうかと考えていた。しかし、あゆみ、杏、そして灯里に諭され、励まされてまた諦めず再挑戦することを決意する。
原作第52話にもあゆみ、杏とともに再登場。「海との結婚」のシングルの編隊で灯里の右隣に配置されたほか、原作最終話でもアリスの背後に映っていた。ポニーテールで眼鏡っ娘である。
原作最終話での登場の際、右手に手袋がないように見えるが、ほぼ同時期という設定の月刊ウンディーネ第4巻（0076年14月号）で取材を受けた際は取材が冬服の時期であったとはいえ手袋をつけており、その後プリマに昇格したのかどうかは不明。アニメ版最終回では杏と共に手袋をつけた姿で登場している。
その月刊ウンディーネ第4巻では自慢の眼鏡コレクションを公開している。本人によれば視力矯正は簡単にできるらしいが、おしゃれというか個性を演出するため、あえて眼鏡をし続けているとのこと。
なお、アフターストーリーとなるドラマCD内では杏と共にプリマ昇格を果たしたことが語られている。
夢野 杏（ゆめの あんず、Anzu Yumeno）
声 - 阿澄佳奈
18歳。3月3日生まれ、魚座のO型。
原作第48話に登場。あゆみ、アトラと同じく灯里がトラゲットでチームを組み知り合ったシングルのウンディーネ。
灯里と出会う前に何度もプリマ昇格試験に落ちているが、落ち込んでもすぐに前を向いて練習に励み、何度も諦めずにプリマ昇格試験に挑戦し続けている。

原作第52話にもあゆみ、アトラとともに再登場。「海との結婚」のシングルの編隊でアトラの後ろ（灯里の右後ろ）に配置された。
月刊ウンディーネ第6巻（0076年16月号）によれば、趣味はキャラクターグッズの収集（特にぬいぐるみ）で、最近のお気に入りはにゃんにゃんぷーとムッくんとのこと。アリスとはムッくん繋がりで仲良くなったという。
「やわらかい」を「やわっこい」と言う。原作第48話作中の台詞は、原作第3巻カバーの見返しにある作者の思いをあらためて語ったものである。
なお、アフターストーリーとなるドラマCD内ではプリマ昇格を果たしたことが語られている。
アーニャ・ドストエフスカヤ
声 - 茅野愛衣
3月11日産まれ、血液型B。
『ARIA The AVVENIRE』に登場するシングル。おっとり系だが「シベリア送り」が口癖。あずさとは友達。
とあるきっかけでアイと知り合い、三人で合同練習する仲となる。
アメリ
小説版『四季の風の贈り物』の中の「風車の丘の贈り物」に登場するペアのウンディーネ。
かつてはアリス同様ミドルスクールのゴンドラ部での活動実績を評価されアレサ・カニンガムよりのスカウトを受け、オレンジぷらねっとに入社した（同年代の中では操舵はうまい部類だった）。しかし、最初の指導ウンディーネが2年前にプライベートで不慮の事故に遭いその怪我が原因で引退、その後を引き継いだ2人目の指導ウンディーネとのソリが合わず、どんどん成績を落としていった。アレサが指導ウンディーネ変更の手配をするものの、1度下がってしまったアメリのモチベーションは戻らず何度もシングル昇格試験に落ち、アテナが試験官を務める最後のシングル昇格試験でも3度も水路に舟をぶつけて不合格になってしまう。
効率化優先のオレンジ・ぷらねっとにとって稼ぎ頭のプリマ、トラゲットやプリマの同乗指導での営業で曲がりなりにもお金の取れるシングルと異なりペアの存在はあくまで将来への投資であり、それに見合わないペア・ウンディーネをいつまでも養えない為、アレサに肩を叩かれ同時に社員10人ほどの老舗の水先案内店を紹介され移籍する。その後移籍した店でモチベーションを持ち直し、アレサのかつての同僚が試験官となり見事シングル昇格試験に合格した。
アレサ・カニンガム
10月16日生まれ、天秤座。
小説版『四季の風の贈り物』の中の「風車の丘の贈り物」に登場するオレンジぷらねっと・ウンディーネ管理部長（月刊ウンディーネ第4巻では「人事部長」と表記）。オレンジぷらねっと開業時のメンバーで、現役ウンディーネ達からは畏敬をこめて「チーフ」と呼ばれている。
元は中堅水先案内店のプリマ・ウンディーネだったが、所属する店がアマデウス財団に買収され、同じ傘下の店との合併でオレンジぷらねっとが開業すると同店のプリマ・ウンディーネのポジションに置かれた。オレンジぷらねっとは設立時よりアレサや明海らトップクラスのプリマ・ウンディーネを擁することで、その後の大躍進の礎を築く。現役時はグランマ（秋乃）のプリマ現役記録30年の更新を目標にしていたが、若い頃の無理が祟り体力の限界を感じてやむなく現役引退を決意した。オレンジぷらねっと経営陣からの要望でフロント入り。元々後進の指導育成に熱意があり、現役引退後も管理部長としてウンディーネのスカウト・育成・管理に辣腕をふるい、オレンジぷらねっとの売上げを躍進させ、遂には総売上高で老舗・姫屋越えを達成させた最大の功労者と目される。
アテナが新人の頃から頭が上がらない人でもあり、彼女が一度に割った皿の枚数47枚の記録更新を達成した時は烈火のごとく怒り、自分の部屋に呼びつけてこってり2時間説教を垂れた上、反省文&始末書を提出させその月の休日を取り上げる厳罰を下している。そのアテナに現役引退の際「希望は望み続ける限り、全ての人の心の中にずっと宿っているものです」と進言されたことが、アレサがオレンジぷらねっとの経営陣入りを決めるきっかけのひとつとなった。
アテナにペアウンディーネの最後のシングルウンディーネ昇格試験の試験官を「誰かがこれをやらなくてはいけないの」と言ってやらせていた。理由はオレンジぷらねっとでトップのウンディーネでかつ人望のあるアテナに試験官をやってもらえば、試験に落ちたペアウンディーネの子も自分に実力がないことを納得してもらえるから、とのこと。しかしそれは建前。実際は、かつて自身がそうであったように、アテナと関わることが彼女の新たなスタートへの後押しになることを期待しての人選である。
ペアの時代から不器用なアテナに「今は（なぜそうする理由が）わからなくていいの、身体で覚えなさい。意味は後できっとわかるから」という言葉を口癖のようにして教えてきていた。
月刊ウンディーネ4巻では業界リレーコラム「ある視点」に登場。オレンジぷらねっとやウンディーネ業界の現実の厳しさについてコラムを寄せている。
明海・S・ジョーンズ（あけみ エス ジョーンズ）
月刊ウンディーネ第3巻に名前のみ登場。オレンジぷらねっと開業時のメンバー。アレサと並ぶトッププリマだった。
アビゲイル・T・フルヴィ（アビゲイル ティ フルヴィ）
月刊ウンディーネ第6巻に登場。通り名は「麗しの時針（クレブシドラ）」。既婚者で子持ちのママさんウンディーネであるが、家族の事情でルナ1（地球の月）へ転居するため引退した。現役時代は季節や天候の如何にかかわらず正確なスケジューリングをこなすことで知られていた。
オレンジぷらねっとのおばさん
声 - 斎藤千和
第3期第8話「その 大切な人の記憶に…」と第3期第11話「その 変わりゆく日々に…」に登場。寮生活をおくるウンディーネ達の面倒をみている寮母的存在。

## 火炎之番人（サラマンダー）
出雲暁（いずも あかつき、Akatsuki Izumo）
声 - 野島裕史、三瓶由布子（少年時代） / 草尾毅
ネオ・ヴェネツィア沖の浮き島「AFI-0078」炉端部に勤務する半人前サラマンダーで灯里の最初の客。18歳。身長178cm、1月8日生まれ、やぎ座のO型。
生まれも育ちも浮き島で、下に来ることはあまりない。ウッディーやアルとは幼馴染である。アリシアへの愛を公言してはばからないが、当のアリシアや兄からは実際には灯里のことが好きだと誤解されている。だが、物語後半では本当に灯里が気になっている様子で原作第9話「アウグーリオ・ボナーノ」では眠ってしまった灯里に、暁が巻いていたとみられるマフラーがグルグル巻きに巻きつけられているシーンがある。
灯里のことを「もみ子」と呼び、出会う度に灯里の「もみあげ」を引っ張る。その例として「ビッグダブルもみあげ落とし」という技を披露したり、マフラーのように首に巻いたりしたこともある。暁本人としては灯里をからかっているだけという意識しかないのであろうが、灯里の髪に意識して触れたことがあるのは暁だけという事実に全く気がついていない。
藍華のことは「ガチャペン」と呼び、その仕返しとばかりに藍華には「男のくせにポニーテール」だからと「ポニ男」と呼ばれている。小説版では晃から「ポニー」と呼ばれ、アリシアをエサに使い走りをさせられている。逆に暁は下記の出来事が元で晃の事を「兄貴」と呼び、一時期は女装した男だと思い込んでいた。
父親もサラマンダーで、年の離れた兄・新太がいる（後述）。幼い頃は自分を人造人間だと思っており、小さい頃はよくそれで兄に遊ばれていた。子供のころに学校の遠足で浮き島に来た晃と決闘（滑り台を如何に格好良く滑るかで勝負）したことがある。決闘の原因は、晃が暁をダメ男呼ばわりしたことである。
原作最終話ではサラマンダーの一人前に昇格。アリシアが引退したことがどうしても信じられず、彼女の結婚をその後も認めていないものの頻繁にARIAカンパニーに電話したり顔を出したりしている。

## 地重管理人（ノーム）
アルバート・ピット（Albert Pitt）
声 - 渡辺明乃 / 田中真弓
通称「アル」。ノームの青年。19歳（実は男性3人組の中で最も年上）。身長140cm、5月20日生まれ、おうし座のAB型。
見た目は小さな男の子だが、これはノームは平均して身長が低いためである。見た目が見た目なのでよく子供扱いされるが、言うことは少々親父くさい。また原作ではそうでもないが、アニメではかなり親父ギャグ（本人曰く「マンホームの高等古典」）を連発する癖があり、あまりのくだらなさから藍華のみならず灯里にまでも「親父ギャグ禁止!」と言われたことがある（なお、親父ギャグの初登場は原作第7巻の表紙裏4コママンガである）。また、魅力的なものに対して「ドキンコ」と表現する。ノームとしては半人前ながら中々の力量を持っている。
浮き島の出身で、暁とウッディーとは幼馴染で年上の彼が3人の纏め役だった。昼間地上に出る時以外は普通のメガネを使用する。また普段暗い地下空間にいるにもかかわらず暗いところは苦手で、恐怖からか饒舌になる。本人曰く「地下は照明設備が充実してますから」とのこと。しかし夜目は効く。星に関する知識が豊富で、星絡みのイベント（お月見など）には藍華によく誘われる（が、本当の理由が別にあることは間違いない）。
藍華に対し「海との結婚」の時に使う指輪をプレゼントしたり（この指輪は父親からもらうのが通例だが恋人からもらうのがベスト）、買い物に誘ったりと彼なりにも彼女を意識し始めている（いわゆる「友達以上恋人未満」）。
原作最終話では背丈も少し伸び、ノームの一人前に昇格したことが明らかになった。また藍華とは相変わらず仲良しであるらしい。
アパじいさん
声：立木文彦、大木民夫/ゲーム版：中村正
ベテランのノームで、アルの師匠にあたる老人。本名は不明。お菓子が大好きで、アルが地上へ行く際にはよく買ってくるように頼んでいる。アルよりも小柄でアリアと背丈がほとんど変わらない。まだ半人前のアルに仕事を任せたり（お菓子を食べるためであったりするが）、仕事ぶりをほめているところからアルの技量は十分に認めているようである。何故か地下の仕事場でもサングラスを着用している。

## 風追配達人（シルフ）
綾小路宇土51世（あやのこうじ うど 51せい、Udo Ayanokohji LI）
声 - うえだゆうじ、斉藤貴美子（少年時代）
通称「ウッディー」。シルフの青年で、「浪漫飛行社」に勤めている。18歳。身長185cm、8月8日生まれ、しし座のO型。
空を飛ぶことを泳ぐと言い、さも当たり前のことであると言い切っている。そのことを回遊魚の生態とかけて、自分のことをマグロに例えている。口癖は「〜なのだ」。陽気で前向きな性格。結構博識でもあるが、地図がないと配達もままならないほどの方向音痴。ひょんなことから灯里と出会い、一緒にエアバイクで荷物運びを行う（その後ある噂が広まってしまったため、そのことは2人だけの秘密となっている）。
アニメ第1期第4話「その 届かない手紙は…」では灯里とは既に知り合い。ゴンドラでは半年以上かかる開拓基地へ灯里自身を「お届け物」として送迎する。その際、「こんな遠くまで泳いだのは初めて」だと語っている。
暁とは家が隣同士の幼馴染で、暁のことは「あかつきん」と呼んでいる。アルとも幼馴染。小さなサングラスのようなメガネをかけている。
アリスからは「ムッくん」と呼ばれる。曰く「ムッくんとでっかいそっくり」らしい。原作第9巻カバー裏のおまけ4コマ漫画では、アリスからムッくんのカツラをプレゼントされている。
原作最終話にて、実家で鶏を飼い卵を作り始めた事が明らかになっている。

## その他の人物
郵便屋のおじさん/庵野波平（あんの なみへい、Namihei Anno）
声 - 清川元夢 / 千葉繁
通称（?）「郵便屋さん」。55歳。身長148cm、7月23日生まれ、しし座のO型。
灯里が初めてアクアで仲良くなった初老の男性で、ネオ・ヴェネツィアにあるカンナレージョ郵便局に勤めている。仕事を自身の楽しみと言える程、その職歴は長い。灯里とは一緒にゴンドラに乗ったり雑談をする間柄。他の郵便局員からは「長老」「じい」と呼ばれていて、またポストの郵便袋を取り替える手さばきは長老の名に恥じぬような見事なものである。小柄だが力持ちである。
原作最終話にて配達の現場を退き、管理職になることとなった。それを灯里に打ち明ける際に、灯里のゴンドラを予約したのだが、その時点まで灯里は本名を知らなかった。
猫妖精（ケット・シー、Cait-sith）
声 - 丹沢晃之（ゲーム）
マンホームのハイランド地方に古くから伝わる昔話に登場する猫。全ての猫の王様で、胸に白いブチがあり牡牛くらいの大きさ。伝説上の存在かと思われたが、灯里が何度か遭遇している。カーニヴァルのカサノヴァをしていたり、銀河鉄道の車掌をしていたりと謎の猫である。サン・ミケーレ島で「漆黒の君」に連れて行かれそうになった灯里を助けたことがある（原作第38話、アニメ第2期第20話）。このようなことからも、灯里に少なからぬ関心を持っているらしいことがうかがえる。アリアとヒメは彼の行う猫の集会に参加している。彼がカサノヴァだということを知っているのは人間では灯里のみ（アニメではアイも）であると思われていたが、灯里が話していたのか原作第53話「ケット・シー」でアリスと藍華も知っていることが判明する。ネオ・ヴェネツィアに猫が多いのは街の守り神がケット・シーだから、ということが七不思議のひとつとしてアテナによって語られている。第53話ではアクアに伝わる七不思議を全て体験した灯里の前に現れ、別れを告げる。
なお原作最終話にて灯里のメールを受信していることから、灯里のメール相手の一人であることが分かる。
民話についてはケット・シーを参照。
水上エレベーターのおじさん
声 - 澤田将考
ネオ・ヴェネツィアと「希望の丘」を結ぶ陸橋水路にいくつか存在する水上エレベーターの一つの管理人。シングル昇格試験で「希望の丘」を目指す灯里に「水上エレベーターは自分の秘密基地」と語るなど、仕事の中に楽しみを見出す温厚な人物。アリスの昇格試験では「希望の丘」で灯里たちと共にアリスを出迎えた。
暁の兄/出雲新太（いずも あらた、Arata Izumo）
声 - 江川央生、奈良徹（少年時代）
暁とは歳の離れた兄。一人称は「オイラ」。仕事はアクアとマンホーム間での貿易商を営んでいるウッチェッロ・ミラグラトーレ社の貿易実務担当。そのため、めぼしい商品などを見つけてはアクアとマンホームを忙しく行き来している（一年の大半を星間船の中で過ごしているほど）。この会社は新太が独立して立ち上げた物なので、貿易実務担当と社長を兼務していることになる。
難関である中央大学を卒業後、中堅商社に入社し数年後に独立。
ARIAカンパニーにネオ・ヴェネツィアの工芸品であるネオ・ヴェネツィアンガラスの運搬を依頼するために訪れ、その際に灯里を漕ぎ手に指名したことがある。これが灯里にとって初めてのお客様からの指名となった。
弟である暁は、彼にとっては「出来の悪い弟」であり、からかい甲斐のある相手のようである。また灯里とアリシアに彼の過去を世間話で持ち出すなど、弟に対しては全く遠慮が無いようである。
暁の母
声 - 飯塚雅弓
暁の幼少時代の話、原作第7巻SN（アニメ第2期第22A話「その アクアを守る者よ…」に相当）、小説版に登場。
自らを「人造人間」と称する暁を暖かく見守る、心優しい母親。とても2人の子供がいるようには見えないくらい、若くてかわいいと評判の容姿をしている。暁が成長した後もその容姿は変わっていないようで、小説版で灯里が暁の家へお邪魔した際、そのあまりの若さに驚いていた。
カフェ・フロリアン支配人/アントニオ・コルレオーネ（Antonio Corleone）
声 - 石塚運昇
大柄で強面だが人の良い初老の男性で自称サン・マルコ広場の達人。その名の通り、カフェ・フロリアンの支配人（前支配人の甥）である。アリシアが同カフェで行われたゴンドラ協会の会合の時にカフェで待っていた灯里と仲良くなり、彼女を幸せの達人と褒め称えた。
ガラス職人の青年/J・J・アントン（ジェイ ジェイ アントン）
声 - 宮田幸季
ネオ・ヴェネツィアンガラス職人の見習い。灯里の初指名である食器の運搬に立ち合いとして同乗する。師匠である親方（マエストロ）を非常に尊敬していて、そのためネオ・ヴェネツィアンガラスを侮辱されることにとても傷つきふてくされていたが、灯里の言葉に胸を打たれ元気を取り戻し、彼女のファンになる。暁の兄曰く「弟のライバル」。職業柄、ヴェネツィアンガラスの知識が非常に豊富である。
彼が登場する原作第27話「ヴェネツィアンガラス」はアニメ版では第2期第11話「その 大切な輝きに…」に相当するが、それより前に第1期最終話「その まっしろな朝を…」にもワンカットだけモブキャラクターで登場している。
噂の君
声 - 篠原恵美
原作第38話およびアニメ第2期第20話「その 影のない招くものは…」で登場する黒い喪服姿の女性。
地球のヴェネツィアで罪人として公開処刑される時、故郷の島に埋葬してくれるように頼んだが既に墓地が過密だったため、その願いは叶えられず、それから１人でいるウンディーネに島までお願いと頼み、そのまま連れ去ってしまうという怪談に出てくる存在。だが、公開処刑はあったが罪人が埋葬先を願い出るということはありえず、これはネオ・ヴェネツィアで作られた話である。だが目撃例は多く、灯里は連れ去られる一歩手前だった。つまり、作り話にも関わらず存在しているものである。
ゲーム版『蒼い惑星のエルシエロ』にもサイレンの悪魔として類似の女性が登場するが、同一の存在なのかは不明。
火鳥（かとり）、月夜（つくよ）
声 - 鈴木千尋、中原麻衣
ともに原作第32話およびアニメ第2期第9話「その 素顔の星たちは…」で、灯里のお客としてゲスト出演したキャラクター。『浪漫倶楽部』の主人公とヒロイン。灯里も気が付かなかった素敵な小庭園を見つけて、灯里を驚かせた。火鳥の帽子のツバ部分にはちゃんと原作・アニメ両方ともローマ字で「KATORI」と書かれている。漫画版の1コマおまけでは「久々の出番」というセリフもあり。
アルセーヌ・R・ミツヤ（アルセーヌ アール ミツヤ）
月刊ウンディーネに登場。漫画家。人気漫画「プリマをねらえ!」「Nice! プリマをねらえ!」を連載中。
なお、実際に描いているのはマッグガーデン刊のコミックアンソロジーなどでも執筆している櫁屋涼である。

### ゴンドラ協会
アイザック・セルダン
月刊ウンディーネ第6巻に登場。ゴンドラ協会理事。同巻に記載された略歴には「ゴンドラ協会水先案内事業局の要職を歴任、A.C0069年（マンホーム暦（A.D.）2289〜2290年）より理事就任」とある。原作第46話「誕生日」でアリシアが漕ぐゴンドラや、第55話「黄昏時」のアリスの昇格試験にも、彼と思しき小柄でカイゼル髭の人物が登場している。
アウグスト・V・ビスマルク（アウグスト ブイ ビスマルク）
月刊ウンディーネ第6巻に名前のみ登場。現ゴンドラ協会理事長。アリシアの引退式で彼女からオールを受け取った。
アストラ.L.ナクティス（アストラ エル ナクティス）
月刊ウンディーネ第6巻の業界リレーコラム「ある視点」の次回欄に名前のみで登場。ゴンドラ協会市街観光部所属。

### アニメオリジナル
アヤメ、アツシ、アクア
声 - 木川絵理子、羽多野渉、川上とも子
アイの姉夫婦、新婚旅行でアクアに来た際にアリシアのゴンドラに乗る。この自慢話が後にアイと灯里を引き合わせるきっかけとなる。ゴンドラ上では痴話喧嘩してアリシアを心配させるが、第1期第13話で生まれたばかりの娘アクアを連れてネオ・ヴェネツィアを再訪した。
アツシは第2期第25話でもアイを連れて登場する。
アンナ
声 - 水沢史絵
アニメ第1期3話「その 透明な少女と…」に登場。アリスのミドルスクール同級生。
アミ
声 - 倉田雅世
アニメ第1期4話「その 届かない手紙は…」に登場。年齢は5歳ぐらい。路地裏の猫の森で、灯里に手紙を届けてくれるよう頼んだ女の子で猫の化身。
アガサ
声 - 岡村明美
アニメ第1期4話「その 届かない手紙は…」に登場。アミが灯里に託した手紙の本当の差出人。アレンと共にマンホームからアクアへ移住して来た。
アレン・ホンダ（Alen Honda）
アニメ第1期4話「その 届かない手紙は…」に登場。手紙の受け取り人になるはずだった男性。開拓基地の事故に巻き込まれ、名前が刻まれた墓標としてのみ登場。アガサの夫、もしくは恋人だと推察されるが詳細は不明。
アラシ、アメリ
声 - 鳥海浩輔、豊口めぐみ
アニメ第1期7話「その 素敵なお仕事を…」に登場した、ネオ・ヴェネツィアに新婚旅行に来たカップル。晃の舟客だがとある出来事から、晃のゴンドラに同乗する灯里たち三人の実地訓練へ徹底的に付き合うこととなる。
夫のアラシは月刊ウンディーネという雑誌を読むほどのウンディーネ好きであったが、ウンディーネ職を見下していた。アメリの希望と晃の計らいで実地訓練に参加し、ウンディーネの苦労を知り、見直している。
星野明子（ほしの あきこ Akiko Hoshino）
声 - 浅田葉子
マンホーム出身。アニメ第1期第12話「その やわらかな願いは…」で灯里とアリア社長がアクア開拓時代にタイムスリップした際に出会った女性。訪れた町で学校の先生をしていた。思考や言動が灯里と良く似ていて、お互いに親近感を持つようになる。ピート（声 - 大原さやか）というマンホーム猫を飼っていて、こちらもアリア社長と仲良しになった。
初めは灯里とのアクアの現状の食い違いを不思議に思っていたが最後には灯里の正体を悟ったようで、別れ際灯里達に「さようなら、私のアッヴェニーレ（未来）」と告げた。
この話で、メインキャラに似たご先祖様（? 下記参照）が町の人達として登場していて、彼女の場合は前髪がアリシア似であるほか、デフォルメ顔が灯里と共通している。
明菜（あきな）、晶（あきら）
声 - 斎藤千和、皆川純子
明子の教え子。明菜は藍華、晶は晃に似た小学生くらいの少女たち。アリア社長を玩具にする昭夫やアレフたちに「いじくり回すの禁止!」と注意したが、昭夫にマンホームに伝わるいにしえの珍獣「ガチャモン」呼ばわりされる。
アレフ、昭夫（あきお）、新（あらた）
声 - 渡辺明乃、富坂晶、木川絵里子
同じく明子の教え子。アレフはアル、昭夫は暁、新は庵野に似た小学生くらいの少年たち。いたずら好きらしく、よってたかってアリア社長をなで回した。
アニータ、アンジェ
声 - 広橋涼、川上とも子
過去のアクアで、水路に水が満ちるのを見物に来た大人の女性たち。アニータはアリスを成人化させた姿。アンジェはアテナを老女にした外見を持つ。
空（そら）、綾乃（あやの）先生
声 - くまいもとこ、松来未祐
ともにアニメ第2期第4話「その ネオ・ヴェネツィア色の心は…」にゲスト出演したキャラクター。担任の先生が結婚するため、お別れの手紙を届けて欲しいという少年とその担任として登場。元々、クロスオーバーとして友情出演した天野作品『魔法の郵便屋さん』（短編集第2巻『空の謳』収録）からの登場人物なので、空は珍しく姓名に「あ」がつかない。
人形使い
声 - 松尾まつお
アニメ第2期第10話「その あたたかな街と人々と…」に登場。行く旅先で人形劇を見せてまわっている。特徴のある風貌と大きな鞄のせいで、アリスからは死体運搬人と間違われた。
老夫婦
声 - 阪脩、谷育子
アニメ第2期第23話「その 海と恋と想いと…」に登場。結婚記念日の旅行でネオ・ヴェネツィアを訪れ、個人で“海との結婚”をやる為灯里たちを巻き込み、ひと悶着起すことになる。
茜（あかね）
声 - 牧野由依
アニメ第2期第26話「その 白いやさしい街から…」に登場。アリシアと灯里の雪玉作りを手伝った女の子。
アマランタ
声 - 杉山佳寿子
第3期第2話「その 笑顔のお客さまは…」に登場。ネオ・ヴェネツィアが大好きで幾たびか訪問している、シングルのゴンドラに乗るのが好きで、灯里だけが知る素敵な場所を案内してほしいと灯里にリクエストする。かつて、アリシア、晃、アテナのシングル時代に、3人に観光案内をしてもらったことがあるとアリシアによって明らかにされている。灯里がプリマになったとき、また案内をするという約束を交わした。
アンリ
声 - 水島大宙
アニメ第3期第3話「その こめられた想いを…」に登場。姫屋と業務提携するアップレッソ・ホテルのレストランのパティシエで、サンマルコ広場で子供相手に手作りチョコレートを売る屋台をやっている。色々と迷い、少しの間屋台を休んでいたが灯里の言葉で迷いを振り切り、屋台を再開させた。
アルベルト
声 - 川島得愛
アニメ第3期第7話に登場。ネオ・ブラーノ島の漁師。同じくアニメ第3期第7話に登場のアンナの夫で、かつて母親とネオ・ヴェネツィアを旅行した時にアンナを見染め、結婚した。
アヒト
声 - 小林由美子
第3期第7話に登場。アルベルトとアンナの間に生まれた子ども。やんちゃで口が悪いところもあるが、灯里と初対面の時に顔を赤くするなどシャイな一面も持つ。
カンパニーレの管理人
声 - 石川和之
OVA版とアニメ第3期SP naviに登場。アリシアからの頼みで特別に営業終了後のカンパニーレ（大鐘楼）の裏門をあけてくれた。

### 遠い記憶のミラージュ
青年
声 - 下野紘
ゲームの主人公。都市工学を専攻するマンホーム出身の大学生で、大学の教授から与えられた課題の一環としてネオ・ヴェネツィアを訪れた。
灯里たちのゴンドラに乗船中、財布を落としてしまい、生活費が送金されるまでARIAカンパニーで、男性でありながらウンディーネの修行をすることになる。
真章・ミラージュルートでは彼が作り上げたネオ・ヴェネツィアのMAP、および彼や灯里たちの行動がネオ・ヴェネツィアに住む大勢の人々の命を救う結果となる。
謎の少女
声 - 稲村優奈
主人公の青年の前に度々現れる。真章・ミラージュルートでは主人公に自分の正体を明かし、今後のアクアに関しての重要なメッセージを伝える。
アイネ（Aine）
声 - 稲村優奈
主人公が昔マンホームで一緒に暮らしていた猫。

### 蒼い惑星のエルシエロ
アニエス・デュマ（Agnes Dumas）
声 - 花澤香菜
ゲームの主人公。愛称アニー。ウンディーネを目指すため、そして幼い頃から憧れていた恩人に会うため、マンホームからネオ・ヴェネツィアにやってきた少女。手違いで予定していた就職先に入社できなくなるが、その後出会った灯里たちに助けられながら、ウンディーネとして成長していく。
アンジェリカ・フェルナンデス（Angelica Fernandes）
声 - 能登麻美子
愛称アンジェ。カフェ・フロリアンでウェイトレスとして働きつつ、星間ツアー・コンダクターの資格を得るため勉強している。アクアの地理や歴史に詳しい。
アンナ・デュマ（Anna Dumas）
声 - 折笠富美子
アニーの母。夫と共にマンホームに住み、貿易会社に勤めるキャリアウーマンでもある。
サイレンの悪魔
原作における「噂の君」に相当する喪服姿の女性。ターゲットに定めた本人に親しい人物に化けてサン・ミケーレ島へ誘う力がある。

### 水の都と哀しき歌姫の物語
アッシュ・ベリル
オレンジぷらねっとの親会社アマデウス財団と双璧をなすベリルカンパニーの社長の甥で、伝説と呼ばれたオペラ「水の妖精」を完全に再現するために、ネオ・ヴェネツィアを訪れ、灯里達と知り合いになる。マンホーム出身のため分からないことが多く、2日がかりでシャワーを浴びる羽目になっている。
アクアを訪れた理由は、夢に出てきた女の子（マンホームで予定されていた「水の妖精」の主演者アデリーナ）が気になったため。
最後には水の妖精の資料を全て集めることに成功し、アンジェラに脚本を書き直させることに成功している。
小説版の終章でヴァローレ劇場（オペラ：水の妖精の上演劇場）の支配人に就任したことを灯里、藍華、アリスの3人に明らかにしている。
アンジェラ・ベリル
ベリルカンパニー社長の一人娘でアッシュの従姉。年齢は20代前半とみられる、水の妖精の資料の一部を元に、そのオペラを捏造しようとしていた。
2歳の時から音楽に精通していて、見ず知らずの楽譜を初見で弾きこなした。
晃とアテナを間違えたり、アテナをオペラ歌手としてスカウトしたりなどやりたい放題で藍華からかなり嫌われている。
最後にはアッシュの情熱に負け、脚本を全て書き直した上、最後の部分のアレンジを行った。

### 四季の風の贈り物
アリー・アイランド
アイラ・M・カラス（アイラ エム カラス）
声 - 牧野由依（ラジオ）
ともに「夏の島の贈り物」の話に登場。灯里達が訪れた第一回国際ネオ・ヴェネチア国際映画祭の前夜祭に司会とゲスト女優として登場した。
ラジオドラマではアイラが灯里のラジオに4度出演、サッパリした気さくな性格や、イカスミ料理が大好物であることが明らかになっている。
なお、アイラはアッシュと交際疑惑が持ち上がっている模様。
アン・シオル
「スノーホワイトの贈り物」の話に登場。アリシアのミドルスクール時代の同級生。父の仕事の都合でマンホームに引っ越したが、カフェをオープンする為に久しぶりにネオ・ヴェネチアに戻って来た。店名は「Biancanneve」（ビアンカネーヴェ）。その英語での意味は「Snow White」（スノーホワイト）。星間パスポートを紛失したり、店のカーテンを取り付ける際、脚立から落ちて足を骨折するなどアテナ・グローリィに負けず劣らずのドジっ子である。

### ドラマCD
アモネネ
『ARIA The ANIMATION ドラマCD I』の「一期一会」に登場。客に一目惚れされ、プロポーズのためにゴンドラ予約30回の末に結婚したウンディーネとして、アリシアから名が語られた女性。
アケミ、アキヒロ
『ARIA The ANIMATION ドラマCD I』の「社長の悩み」に登場。アイのクラスメイトとしてメールで話題に出た人物。
アオイ
『ARIA The ANIMATION ドラマCD II』の「師弟の絆」で登場。アイのクラスメイト。「クラス対抗合唱大会で、厳しい指導をする担任に文句を言ってしまった」とメールの話題で出た人物。
女の子AとB
声 - 又吉愛、富坂晶
『ARIA The ANIMATION ドラマCD II』の「師弟の絆」「練習風景」に登場。姓名は不明。「師弟の絆」では共に姫屋の従業員。藍華と灯里が晃の行き先を尋ねた相手。
「練習風景」ではボールを水路を落とした女の子達としても登場。
ウェイトレス
声 - 木川絵里子
『ARIA The ANIMATION ドラマCD III』の「パーティ計画スタート」に登場。アテナのドジに翻弄される、喫茶店のウェイトレス。
アツミ/スィートフェアリー
声 - 加藤英美里
『ARIA The NATURAL ドラマCD I』の「素敵な先輩」に登場。浮き島育ちの12歳。ミドルスクールの6年生。アルのミドルスクール時代の友人が彼女の兄。
学校の職業体験の一環でウンディーネを選び、アルの紹介により晃のゴンドラへ乗る。しかし、ウンディーネ以外にもパティシエも希望しており、将来はウンディーネ兼パティシエでどちらも業界No1の通り名「スィートフェアリー」になりたいと語り、皆にあきれられたが、晃だけは「夢見る力を持ち続けるのも才能の一つ」と褒めている。
月刊「ウンディーネジュニア」の愛読者。パティシエ希望だけあって趣味はお菓子作り。持参したお菓子は皆に好評で「プロ顔負け」だと晃に評価されている。
アカマツ
声 - 富沢美智恵
『ARIA Extra Navigation』の「トラゲットのステキ」に登場。トラゲットの最終便にいつも乗るおばさん。
マエストロ
声 - 岸野一彦
『ARIA Extra Navigation』の「アイちゃんとゴンドラ」に登場。スクエーロ（造船所）の親方。修理に出した愛艇をアイが大切にしているのを見て、舟に愛着を持つとゴンドラの精が憑く伝説を教える。

### ARIA the Station Due
あきひろ君
声 - 下野紘
ラジオ『ARIA the Station Due』オリジナルキャラクター。ジュデッカ島にあるジュデッカ高校ゴンドラ部エースで、アリシアさんの大ファン。ウンディーネを夢見ていたが男性には就けない職業ということには、レースで相手の選手に指摘されるまで気づいていなかった。
アイネ
声 - KAORI
ラジオ『ARIA the Station Due』オリジナルキャラクター。灯里が出会ったネオ・ヴェネツィア音楽大学声楽家学生。その正体は幽霊。『#遠い記憶のミラージュ』に登場する同名人物「アイネ」との関連は不明。

## 登場する企業
株式会社カナーレ書房
「月刊ウンディーネ」を出版しているという架空の企業。編集員にアレックス・マッツォーネ、アウリ・レオーネ、アルデ・M・アームストロング、アムロ・T・Hらがいる。
女王カンパニー（クイーンカンパニー）
漫画家アルセーヌ・R・ミツヤが連載中の漫画「プリマをねらえ!」に登場する水先案内店。ウンディーネにアイリス、アリエル、綾音、アミ、アネモネ、揚羽というキャラクターがいる。「にゃんにゃんぷう」同様、アニメ放送もある様である。
綾音（声：西村ちなみ）がNeo VENEZIA INFORMALE APPRESSOの#1に出演し、通り名を「気高き薔薇」と名乗った。
海猫運送
シルフ（風追配達人）会社。原作第2話「陸揚げ」で、定期整備のためゴンドラの陸揚げを行った。